# Chrysopa viridinervis
Chrysopa viridinervis is een insect uit de familie van de gaasvliegen (Chrysopidae), die tot de orde netvleugeligen (Neuroptera) behoort. 
Chrysopa viridinervis is voor het eerst wetenschappelijk beschreven door Jakowleff in 1869.